# Let L-33 Solo
Let L-33 Solo je jednomístný samonosný kluzák celokovové konstrukce s ocasními plochami typu T.

## Historie
Kluzák byl koncipován jako pokračovací letoun pro přechod ze cvičných typů Let L-13 Blaník a Let L-23 Super Blaník. Vývojové práce byly zahájeny na konci roku 1989 pod vedením konstruktérů Mariana Mečiara a Václava Zajíce. Stavba prvních tří prototypů započala v roce 1991. K záletu prototypu s imatrikulací OK-120 došlo v roce 1992. Sériová výroba byla v Letu Kunovice zahájena v roce 1993 a dodnes bylo vyrobeno asi 100 kusů. Koncem roku 2012 bylo 49 letounů registrováno v USA, dalších 12 kusů v Kanadě a jeden letoun ve Velké Británii.

## Konstrukce
Trup je oválného průřezu. Přední část tvoří poloskořepina vyztužená přepážkami a podélníky. Zadní část tvoří svinutý
kuželový kornout nesoucí ocasní plochy typu T. Ve spodní části je napevno umístěn hlavní podvozek s hydropneumatickým tlumičem a pevné záďové kolečko. Křídlo je jednonosníkové konstrukce bez podélníků a je opatřeno jednoduchou vzdušnou brzdou. Profil křídla u kořene je FX 66-17 AII-182 a na jeho konci FX 60-126, vzepětí činí 3°.

## Specifikace

### Technické údaje
- Posádka: 1 osoba
- Délka: 6,62 m
- Výška: 1,43 m
- Rozpětí: 14,12 m
- Plocha křídla: 11 m²
- Prázdná hmotnost: 210 kg
- Maximální vzletová hmotnost: 340 kg

### Výkony
- Maximální rychlost: 248 km/h
- Pádová rychlost: 65 km/h
- Minimální opadání: 0,69 m/s
- Klouzavost: 31:1